# Троянда Донбасу
«Троянда Донбасу», (також — Донбас) — колишній нічний швидкий фірмовий пасажирський поїзд № 10/9 Донецької залізниці сполученням Донецьк — Москва, що курсував щоденно, цілий рік до 2014 року. З серпня 2014 по весну 2015 року курсував за зміненим маршрутом Костянтинівка — Москва.

## Історія
Вперше поїзд розпочав щоденне курсування за маршрутом з 15 квітня 2008 року. У своєму обороті мав 2 склади. Всі пасажирські вагони поїзда були виробництва ВАТ «Тверський вагонобудівний завод», Росія), включаючи плацкартні, які були оснащені сучасними системами кондиціонування повітря, холодильниками, мікрохвильовими печами з метою створення більш комфортних умов для пасажирів. Крім того, полки у вагонах класу Люкс за потребою можуть подовжуватися на 15 см, більш зручно розташовані телевізори. Верхні полиці плацкартних вагонів обладнані поручнями безпеки. Поїзні бригади сформовані на конкурсній основі. Провідники потяга використовували спеціальний формений одяг. В складі поїзда курсував вагон-ресторан заводу «Аммерндорф» № 11. До війни на сході України кінцевим пунктом поїзда була станція Донецьк.
До 2012 року поїзд курсував під іменною назвою — «Троянда Донбасу», проте в рамках підготовки до ЄВРО-2012 поїзду повернули його стару іменну назву — «Донбас», що відрізнявся червоно-бежевим забарвленням вагонів та відсутністю біотуалетів в деяких з них.
5 травня 2014 року, через перекриття колій, змінювався маршрут руху через станції Ясинувата, Костянтинівка, Дружківка, Краматорськ, Слов'янський курорт, Лиман, Святогірськ, Ізюм.
З 19 серпня 2014 року відбулися зміни в графіку руху поїздів донецького напрямку, у зв'язку з руйнуванням через бойові дії інфраструктури залізниці на ділянці Ясинувата — Скотувата, поїзду скорочено маршрут руху до станції Костянтинівка.
За ініціативою Російських залізниць, через низький пасажиропотік, з 1 лютого 2015 року встановлено курсування через день: з Костянтинівки — по парних, з Москви — по непарних числам місяця.
| Розклад руху поїзда № 10/9 сполученням Костянтинівка — Москва на 2014 рік | Розклад руху поїзда № 10/9 сполученням Костянтинівка — Москва на 2014 рік | Розклад руху поїзда № 10/9 сполученням Костянтинівка — Москва на 2014 рік | Розклад руху поїзда № 10/9 сполученням Костянтинівка — Москва на 2014 рік | Розклад руху поїзда № 10/9 сполученням Костянтинівка — Москва на 2014 рік |
| Час прибуття                                                              | Час відправлення                                                          | Станція                                                                   | Час прибуття                                                              | Час відправлення                                                          |
| ------------------------------------------------------------------------- | ------------------------------------------------------------------------- | ------------------------------------------------------------------------- | ------------------------------------------------------------------------- | ------------------------------------------------------------------------- |
| —                                                                         | 13:44                                                                     | Костянтинівка                                                             | 07:37                                                                     | —                                                                         |
| 11:27                                                                     | —                                                                         | Москва                                                                    | —                                                                         | 14:45                                                                     |

Навесні 2015 року поїзд вимушено скасований через малий пасажиропотік та підривну діяльність озброєних бойовиків, а також неможливість ремонтувати та готувати до рейсів поїзда на малій станції Костянтинівка. За погодженням між Укрзалізницею та Російськими залізницями нитка графіку поїзда з розкладів руху була виключена і в графіку на 2016 рік не прокладалася взагалі.
Кілька колишніх вагонів поїзда, що залишилася на території самопроголошеної ДНР, нині курсують за маршрутом поїзда № 620/619 сполученням Ясинувата — Успенська.

## Галерея

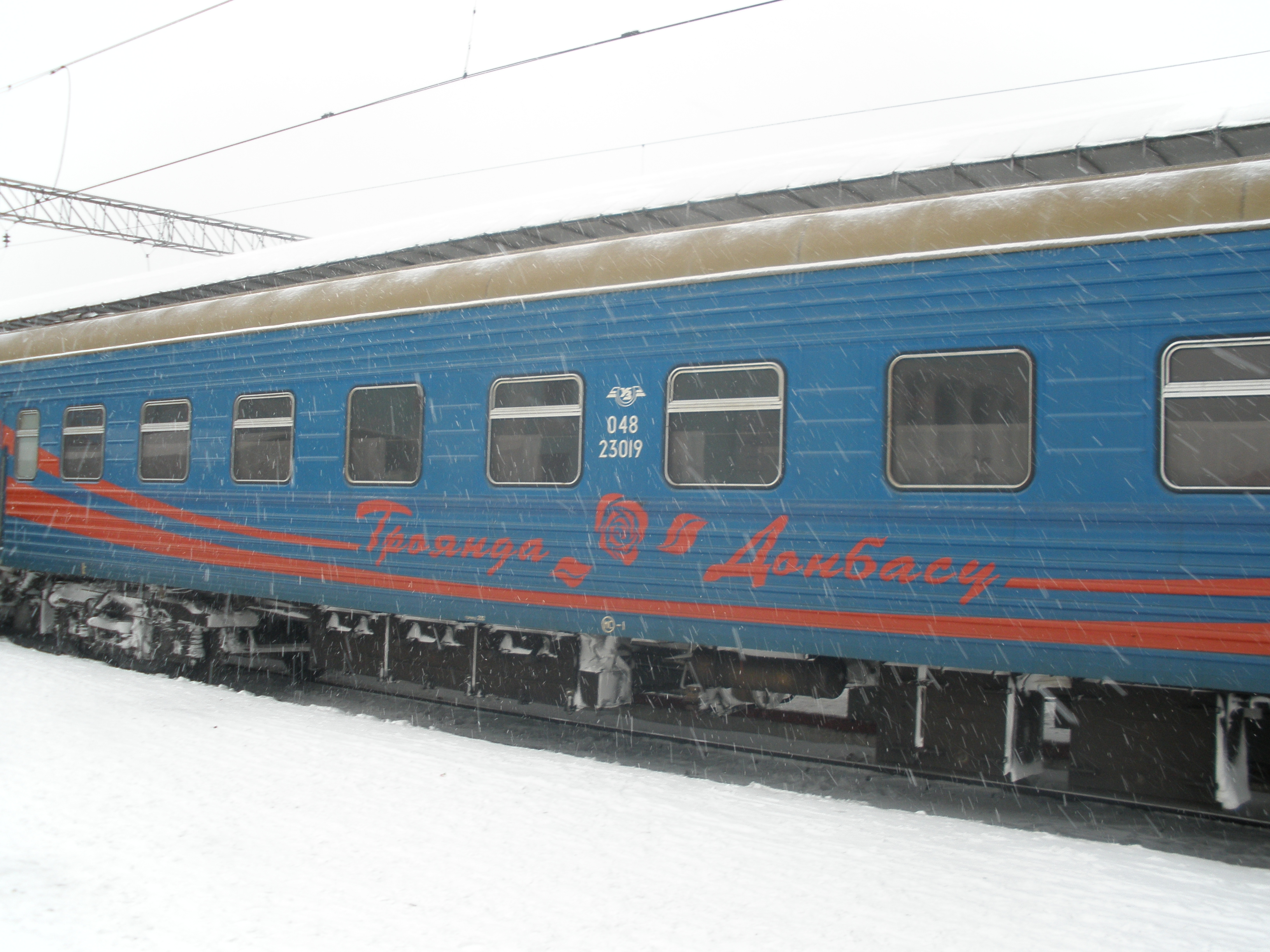
Фірмовий пїзд «Троянда Донбасу», (2008)
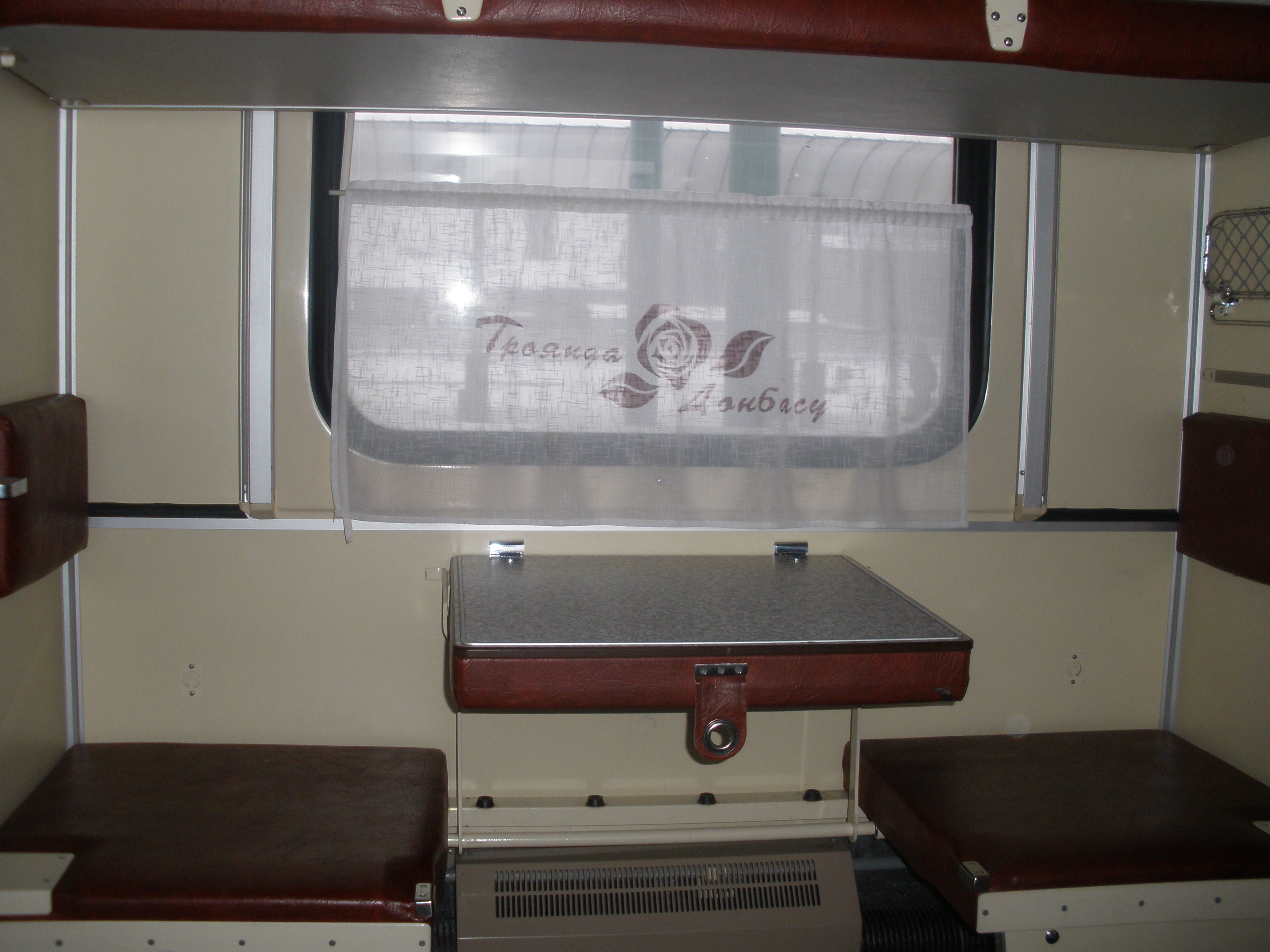
Плацкартний вагон поїзда
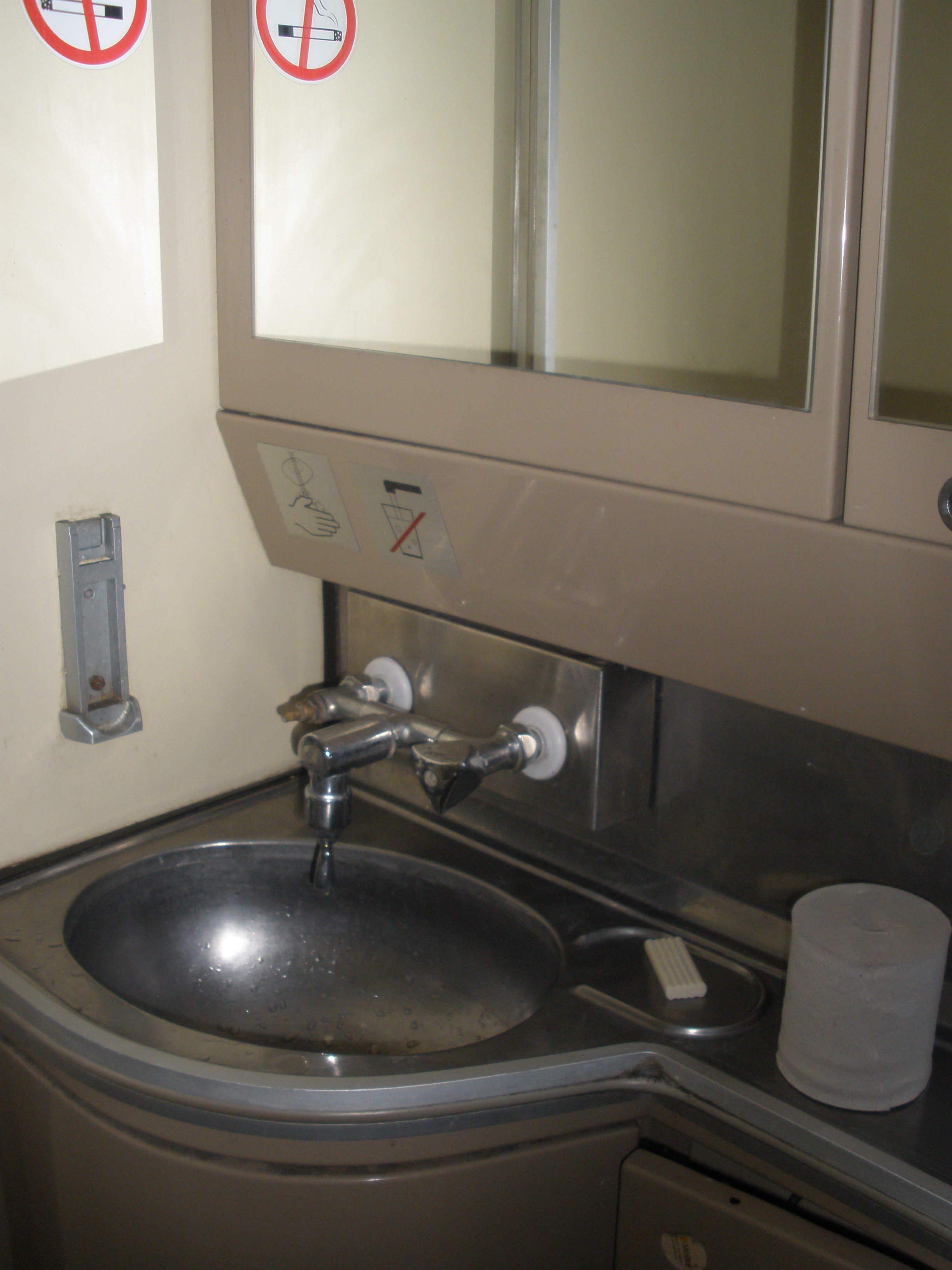
Туалет